# Паральюэло, Сальма
Сальма Селесте Паральюэло Айингоно (исп. Salma Celeste Paralluelo Ayingono; род. 13 ноября 2003, Сарагоса, Арагон) — испанская футболистка, нападающий клуба «Барселона» и сборной Испании. Чемпионка мира 2023 года. Золотая призёрка в беге на 400 метров и командной эстафете на Европейском юношеском Олимпийском фестивале.

## Лёгкая атлетика
Как спортсменка Паральюэло начинала свою карьеру в легкоатлетическом клубе «Сан-Хосе» в Сарагосе, а вскоре после этого перешла в клуб «Скорпион-71». Свою первую медаль она выиграла на чемпионате Испании по лёгкой атлетике в закрытых помещениях в 2019 году, завоевав бронзу на дистанции в 400 метров с результатом 53,83 секунды, что является национальным рекордом Испании в категориях до 18 и до 20 лет. Её результат позволил ей принять участие на чемпионате Европы по лёгкой атлетике в закрытых помещениях 2019, она стала второй самой молодой участницей в истории этих соревнований после норвежки Хьерсти Тюссе.
В сезоне на открытом воздухе, в третьем забеге в своей жизни на дистанции 400 метров с барьерами во время Иберо-американской встречи по лёгкой атлетике в Уэльве, Паральюэло показала результат в 57,43 секунды и побила национальный рекорд среди девушек до 18 лет, этот показатель также стал лучшим в мире среди них в этом году. Благодаря этому Сальма квалифицировалась на летний Европейский юношеский Олимпийский фестиваль 2019, где выиграла две золотые медали на данной дистанции — в личном забеге с результатом 57,95 секунд и командной эстафете.

## Статистика выступлений

### Клубная статистика
| Клуб             | Сезон            | Лига | Лига | Кубок | Кубок | Лига чемпионов | Лига чемпионов | Суперкубок Испании | Суперкубок Испании | Итого | Итого |
| Клуб             | Сезон            | Игры | Голы | Игры  | Голы  | Игры           | Голы           | Игры               | Голы               | Игры  | Голы  |
| ---------------- | ---------------- | ---- | ---- | ----- | ----- | -------------- | -------------- | ------------------ | ------------------ | ----- | ----- |
| Вильярреал       | 2019/20          | 12   | 5    | 0     | 0     | -              | -              | -                  | -                  | 12    | 5     |
| Вильярреал       | 2020/21          | 17   | 15   | 0     | 0     | -              | -              | -                  | -                  | 17    | 15    |
| Вильярреал       | 2021/22          | 8    | 3    | 1     | 0     | -              | -              | -                  | -                  | 9     | 3     |
| Вильярреал       | Итого            | 37   | 23   | 1     | 0     | 0              | 0              | 0                  | 0                  | 38    | 23    |
| Барселона        | 2022/23          | 18   | 11   | 1     | 2     | 9              | 1              | 2                  | 1                  | 30    | 15    |
| Барселона        | 2023/24          | 19   | 20   | 4     | 4     | 11             | 6              | 2                  | 4                  | 36    | 34    |
| Барселона        | 2024/25          | 17   | 7    | 5     | 2     | 7              | 4              | 2                  | 0                  | 31    | 13    |
| Барселона        | Итого            | 54   | 38   | 10    | 8     | 27             | 11             | 6                  | 5                  | 97    | 62    |
| Всего за карьеру | Всего за карьеру | 91   | 61   | 11    | 8     | 27             | 11             | 6                  | 5                  | 135   | 85    |

## Достижения

### Командные
«Барселона»
- Чемпионка Испании (2): 2022/23, 2023/24
- Обладательница Кубка Испании: 2023/24
- Обладательница Суперкубка Испании (2): 2022/23, 2023/24
- Победительница Лиги чемпионов: 2022/23

Сборная Испании
- Чемпионка мира: 2023

Сборная Испании (до 20)
- Чемпионка мира: 2022

Сборная Испании (до 17)
- Чемпионка мира: 2018
- Чемпионка Европы: 2018

### Личные
- Лучший молодой игрок чемпионата мира: 2023